# جاي ويتفورد
جاي ويتفورد (بالإنجليزية: Jai Waetford)‏ (25 يناير 1999) مغني أسترالي حصد المرتبة الثالثة في الموسم الخامس [الإنجليزية] من برنامج The X Factor Australia [الإنجليزية].
أول أغنية Single له بعنوان Your Eyes [الإنجليزية] احتلت المرتبة السادسة في لائحة أريا تشارتس لأفضل أغاني الـ Singles في أستراليا والبومة الأول Jai Waetford EP [الإنجليزية] احتل المرتبة 21 في لائحة أريا تشارتس لأفضل الألبومات الغنائية في أستراليا.

## مسيرته الغنائية

### The X Factor 2013[الإنجليزية]
في 2013 قام Jai Waetford بالمشاركة بالموسم الخامس [الإنجليزية] من برنامج The X Factor Australia [الإنجليزية] حيث قام بأداء أغنية Different Worlds [الإنجليزية] بالإضافة إلى أغنية أخرى من تأليفه وتلحينه بعنوان Don’t Let Me Go وسرعان ما اعجب الجمهور ولجنة التحكيم بأدائه وتم قبوله ليتأهل إلى المرحلة الثانية من البرنامج.
في المرحلة الثانية والتي تدعى بالـ Super Bootcamp قام Jai بأداء أغنية Titanium [الإنجليزية] وأغنية نحن لن نعود لبعضنا أبدا (أغنية تايلور سويفت) وأيضاً تم تأهيله للمرحلة الثالثة من البرنامج والتي تدعى بالـ Home Visits.
في هذه المرحلة، قام بأداء أغنية Always On My Mind [الإنجليزية] التي ساعدته أيضاً للتأهل للمرحلة الأخيرة من البرنامج The Live Show واستطاع الوصل إلى النهائيات ليحصد المرتبة الثالثة بعد منافسيه تايلور هندرسون الذي احتل المرتبة الثانية و دامي إيم التي حققت المرتبة الأولى.

### الأداء في The X Factor
| العرض          | اسم الأغنية                          | نوعها               | النتيجة                             |
| -------------- | ------------------------------------ | ------------------- | ----------------------------------- |
| مرحلة التجارب  | "Different Worlds"                   | —                   | العبور إلى مرحلة الـ Super bootcamp |
| مرحلة التجارب  | "Don't Let Me Go"                    | —                   | العبور إلى مرحلة الـ Super bootcamp |
| Super bootcamp | "Titanium"                           | —                   | العبور إلى مرحلة الـ Home visits    |
| Super bootcamp | "We Are Never Getting Back Together" | —                   | العبور إلى مرحلة الـ Home visits    |
| Home visits    | "Always On My Mind"                  | —                   | العبور إلى مرحلة الـ Live shows     |
| الأسبوع الأول  | "Fix You"                            | Judges' Choice      | عبور                                |
| الأسبوع الثاني | "I Want to Hold Your Hand"           | Legends             | عبور                                |
| الأسبوع الثالث | "The Way You Make Me Feel"           | Top 10 Hits         | عبور                                |
| الأسبوع الرابع | "It Will Rain"                       | Latest and Greatest | عبور                                |
| الأسبوع الخامس | "Drops of Jupiter"                   | Rock                | عبور                                |
| الأسبوع السادس | "That Should Be Me"                  | Family Heroes       | عبور                                |
| الأسبوع السابع | "Somewhere Only We Know"             | Judges' Challenge   | عبور                                |
| الأسبوع الثامن | "Plans"                              | Aussie Week         | عبور                                |
| الأسبوع التاسع | "I Won't Give Up"                    | Power and Passion   | عبور                                |
| الأسبوع التاسع | "Dynamite"                           | Power and Passion   | عبور                                |
| الأسبوع العاشر | "Don't Let Me Go"                    | Audition song       | المركز الثالث                       |
| الأسبوع العاشر | "The Only Exception"                 | Last shot song      | المركز الثالث                       |
| الأسبوع العاشر | "Your Eyes"                          | Winner's single     | المركز الثالث                       |

### 2013حتى الآن -Jai Waetford EP[الإنجليزية]
في 1 نوفمبر 2013 أي بعد 4 أيام على انتهاء برنامج The X Factor تم الإعلان عن أن Waetford قد وقّع على عقد تسجيل غنائي مع شركة Sony Music Australia [الإنجليزية] . أطلق أول أغنية Single له بعنوان Your Eyes [الإنجليزية] والتي من المفروض أن تكون أغنية الفوز في حال حصد المرتبة الأولى في البرنامج، لكن على الرغم من ذلك فقد قام بطرحها في نفس يوم إعلان الفائز وانتهاء البرنامج.
الأغنية احتلت المرتبة السادسة في لائحة أريا تشارتس . في 23 نوفمبر 2013 قام Waetford بأداء جولة The X Factor الغنائية برفقة بعض المشرتكين مثل Third Degree [الإنجليزية] و تايلور هندرسون و دامي إيم و Jiordan Tolli [الإنجليزية] والتي انتهت في 2 ديسمبر 2013.
في 6 ديسمبر 2013 أطلق Jai أول ألبوم غنائي قصير بعنوان Jai Waetford EP [الإنجليزية] والذي احتل المرتبة 21 في لائحة أريا تشارتس لأفضل الألبومات الغنائية في أستراليا.
سيقوم Jai بجولة غنائية أخرى بعنوان #HyperTour برفقة فرقة الغناء الأسترالية Justice Crew [الإنجليزية] وذلك في أبريل 2014.

## الحفلات والجولات الغنائية
- The X Factor Live Tour 2013
- Justice Crew [الإنجليزية]’s #HyperTour 2014

## الأغاني

### الألبومات
| العنوان                      | التفاصيل | المرتبة التي حصدها |
| العنوان                      | التفاصيل | AUS                |
| ---------------------------- | --- | ------------------ |
| Jai Waetford EP [الإنجليزية] | - صدر في: 6 December 2013 - شركة الإنتاج: Sony Music Entertainment Australia [الإنجليزية] - الصيغة: Digital download [الإنجليزية] | 21                 |
| Get to Know You              | - صدر في: 28 March 2014 - شركة الإنتاج: Sony Music Australia [الإنجليزية] - الصيغة: CD, Digital Download [الإنجليزية]             | —                  |

### أغاني Singles
| السنة | العنوان           | المرتبة التي حصدها | الشهادات                  | الألبوم         |
| السنة | العنوان           |                    | الشهادات                  | الألبوم         |
| ----- | ----------------- | ------------------ | ------------------------- | --------------- |
| 2013  | "Your Eyes"       | 6                  | - ARIA [الإنجليزية]: Gold | Jai Waetford EP |
| 2014  | "Get to Know You" | 32                 |                           | Get to Know You |

### أغاني حصدت مراتب في الـ ARIA Charts
| السنة | العنوان                    | المرتبة التي حصدها |
| السنة | العنوان                    | AUS                |
| ----- | -------------------------- | ------------------ |
| 2013  | "Fix You"                  | 55                 |
| 2013  | "The Way You Make Me Feel" | 97                 |
| 2013  | "That Should Be Me"        | 83                 |
| 2013  | "Somewhere Only We Know"   | 95                 |
| 2013  | "Dynamite "                | 89                 |
| 2013  | "Don't Let Me Go"          | 37                 |

### الـ Video Clips
| السنة | العنوان           | المخرج |
| ----- | ----------------- | ------ |
| 2014  | "Get to Know You" |        |

## الجوائز والتسميات
| السنة | النوع                 | الجائزة                          | النتيجة |
| ----- | --------------------- | -------------------------------- | ------- |
| 2013  | Poprepublic.tv Awards | Favourite Australian Male Artist | رُشِّح     |
| 2013  | Poprepublic.tv Awards | Breakthrough Artist of 2013      | رُشِّح     |

## روابط خارجية
- جاي ويتفورد على موقع IMDb (الإنجليزية)
- جاي ويتفورد على موقع ميوزك برينز (الإنجليزية)
- جاي ويتفورد على موقع أول ميوزيك (الإنجليزية)